# Zombie Nightmare
Zombie Nightmare ist ein kanadischer Horrorfilm aus dem Jahr 1987. Regie führte Jack Bravman, der den Film auch mit produzierte.

## Handlung
Zwei Jugendliche überfallen eine junge Frau. Bevor sie sie vergewaltigen können, werden sie von einem Familienvater aufgehalten, den einer der beiden anschließend vor den Augen seiner Frau und seines Sohnes ersticht. Jahre später wird der inzwischen erwachsene Sohn von Jugendlichen mit dem Auto überfahren, die sofort Fahrerflucht begehen. Seine Mutter ruft daraufhin die Frau, für deren Rettung ihr Mann damals mit dem Leben bezahlt hat, zur Hilfe. Diese vollführt ein Voodoo-Ritual, durch das der Sohn als Zombie wiedererweckt wird. Dieser wird nun auf einen Rachefeldzug geschickt. Als Erstes tötet er zwei der fünf Jugendlichen, kurze Zeit später einen dritten (denjenigen, der den Wagen gefahren hat). Die Polizei fasst daraufhin einen Verdächtigen, aber ein Polizist bleibt misstrauisch. Er ermittelt weiter und stellt fest, dass die Voodoo-Priesterin stets kurze Zeit nach den Morden am Tatort war. Er spricht seinen Chef darauf an, doch dieser weist die Vermutungen als unbegründet zurück. Kaum hat der Polizist das Büro seines Chefs verlassen, greift dieser zum Telefon und informiert den Vater des letzten ermordeten Jugendlichen. Es stellt sich heraus, dass diese beiden diejenigen sind, die einst die Voodoo-Priesterin in jungen Jahren überfallen haben. Kurz darauf wird der Vater vom Zombie ermordet. Die letzten beiden Jugendlichen werden anschließend ebenfalls vom Zombie in einer Werkstatt getötet, ohne dass der Polizist ihn aufhalten kann. Er folgt dem Zombie zum Friedhof, wo er auf seinen Chef trifft, der die Voodoo-Priesterin gefangen genommen und mitgebracht hat. Die Geschichte klärt sich hier endgültig auf, und der Polizei-Captain erschießt den Zombie und seine Beschwörerin. Gerade als er seinen Untergebenen, der nun die Wahrheit kennt, ebenfalls erschießen will, öffnet sich ein Grab, ein weiterer Zombie steigt daraus hervor und zieht ihn hinab in die Hölle.

## Hintergrund
Für Manuska Rigaud ist es die einzige Filmrolle, Manon E. Turbide wirkte neben ihrer Rolle als Susie außerdem in Mind Benders im selben Jahr mit.

## Soundtrack
Der Soundtrack ist vor allem von Heavy Metal geprägt. Die Musik stammt unter anderem von Motörhead, Virgin Steele, Girlschool, Battalion, Knighthawk und Death Mask.

## Rezeption
„Unsäglicher kanadischer No-Budget-Horror, dessen größter [sic] Verdienst war, 1996 eine Zielscheibe für die TV-Reihe „Mystery Science Theater 3000“ abzugeben. Bodybuilder und Rocksänger John Mikl Thor („Im Angesicht der Hölle“) geht als Untoter auf einen Rachefeldzug, der von passendem Hardrock (Motörhead, Pantera, Thor) untermalt wird.“

„’Zombie Nightmare’ ist schlichtweg einer der miesesten Horrorfilme diesseits und jenseits der Achtziger Jahre und weder als Kuriosität, noch als Trash-Erlebnis zu genießen. Kurz gesagt: Einer jener Streifen, von dem wirklich jeder noch so sture Alleskucker die Finger lassen sollte.“

Am 23. April 2021 präsentierten Oliver Kalkofe und Peter Rütten Zombie Nightmare auf Tele 5 in der Reihe Die schlechtesten Filme aller Zeiten, besser bekannt unter dem Kürzel SchleFaZ.